# Motörhead
Motörhead var et Grammy-vindende britisk heavy metal-band dannet i 1975 af bassist, sanger og sangskriver Lemmy Kilmister.
Motörhead nød stor popularitet i begyndelsen af 1980'erne med flere succesfulde singler på den britiske Top 40 hitliste. Albummet Overkill, de to følgende, Bomber, Ace of Spades, og specielt No Sleep 'til Hammersmith, cementerede Motörheads status som en af Storbritanniens største heavy metal-grupper. De modtog deres første Grammy i 2005.
Ved at blande hurtigheden fra punk rock sammen med attituden fra heavy metal var Motörhead blandt pionererne indenfor speed metal og thrash metal. Dog har Lemmy udtalt, at han ikke bryder sig om den slags betegnelser, og i stedet foretrækker blot at beskrive bandets musik som "rock and roll".
Lemmy døde 28. december 2015 efter han blot to dage tidligere fik konstateret kræft. De øvrige bandmedlemmer offentliggjorde efterfølgende, at Motörhead var et afsluttet kapitel efter forsangerens død.

## Historie

### Tidlige år
Efter at være blevet fyret fra Hawkwind i 1975, angiveligt for at "være på de forkerte stoffer," besluttede Lemmy sig for at danne et nyt band, som oprindeligt blev døbt Bastard. Doug Smith, bandets manager, fortalte ham dog, at det næppe ville være sandsynligt, at de ville komme på Top of the Pops med et navn af den skuffe. Lemmy omdøbte derefter bandet til "Motörhead," inspireret af den sidste sang han havde skrevet til Hawkwind. Navnet på sangen "Motorhead" kom fra et slangbegreb brugt om en amfetaminmisbruger.
Da bandet blev dannet, havde Lemmy som mål, at det skulle være "det mest beskidte rock n' roll band i verden" og at "hvis Motörhead flyttede ind ved siden af dig, ville din græsplæne dø". Bandets allerførste line-up bestod af Larry Wallis (eks-Pink Fairies) på el-guitar, Lucas Fox på trommer, og Lemmy selv som bassist og vokalist. Deres første koncert var på The Roundhouse i London 20. juli 1975.
19. oktober samme år, efter at have spillet i alt ti koncerter, blev de støtteband for Blue Öyster Cult på Hammersmith Odeon. The Roundhouse skulle igen lægge lokaler til en Motörhead-koncert 7. november 1976 med Pink Fairies og 24. april 1977 med The Damned og The Adverts.
Bandet havde på det tidspunkt en kontrakt med United Artists, og indspillede deres musik i Rockfield Studios i Monmouth. Dog kunne bandet på dette tidspunkt ikke længere regne med Fox, og han blev erstattet af trommeslageren Phil "Philthy Animal" Taylor. Pladeselskabet var dog ikke positivt stemt overfor det indspillede materiale, og udgav først indspilningerne på albummet On Parole og singlen derfra, "Leaving Here", i 1979, da bandet allerede havde fået en vis succes.
Efterfølgende blev det besluttet at der skulle bruges to lead guitarer, og bandet rekrutterede "Fast" Eddie Clarke, men Wallis forlod dem under optagelsesprøverne og "Fast" Eddie Clarke blev bandets eneste guitarist. Trioen bestående af Lemmy – Clarke – Taylor betragtes i dag som den "klassiske" Motörhead line-up.
Den første respons på bandets musik var ikke videre god; de vandt bl.a. en afstemning som "verdens bedste værste band" i musikmagasinet NME. I april 1977, hvor bandet stadig boede i besatte ejendomme og ikke var særlig kendt, ønskede Phil og Eddie at opgive det hele, efter lidt diskussion, besluttede de sig for at lave en afskedskoncert på Marquee Club i London. Lemmy kendte på det tidspunkt Ted Carroll fra Chiswick Records, og bad ham medbringe et mobilt studie til koncerten for at kunne indspille den til evt. interesse for eftertiden. Carroll kunne ikke få den mobile enhed til Marquee Club, men kom i stedet bag scenen efter koncerten og tilbød bandet to dage i Escape Studios for at indspille en single. Gruppen takkede ja til tilbuddet, men i stedet for at indspille en single, indspillede de elleve ufærdige numre, og Carroll gav dem efterfølgende et par dage mere til at færdiggøre vokalen. Dermed kunne bandet færdiggøre tretten spor til udgivelse som et album. I juni turnerede Motörhead med Hawkwind, og i slutningen af juli begyndte deres Beyond the Threshold of Pain-turné.

### Vejen til succes
Ved at udvælge otte af numrene indspillet til Chiswick fik bandet udgivet sit første officielle album, Motörhead, i november 1977. Det endte som nummer 43 på UK Albums Chart. På dette tidspunkt var bandets optrædener blevet kraftigt forbedret, og deres musiks uhæmmede energi begyndte så småt at skaffe dem en stor gruppe fans af både metal- og punk-interesserede.
Bronze Records skrev kontrakt med Mötorhead det følgende år, og gav dem tid i Wessex Studios i London til at indspille nogle sange til en single. Mens bandet turnérede for at gøre reklame for resultatsinglen, "Louie Louie", udgav Chiswick Motörhead-albummet i hvid vinyl for at holde skruen i vandet for dem. 25. september optrådte bandet på en BBC Radio 1 John Peel in session-udsendelse, som egentlig var blevet indspillet den 18. Disse numre blev senere udgivet i 2005 som BBC Live & In-Session. Salget af "Louie Louie"-singlen bragte gruppen deres første optræden på BBC Televisions Top of the Pops. Udsendelsen blev indspillet først, og derefter vist 25. oktober 1978. Denne succes overbeviste Bronze om at sende bandet i studiet igen for at indspille et album. Et hint om hvad bandet havde indspillet til albummet kom 9. marts 1979, da gruppen spillede "Overkill" på Top of the Pops for at gøre reklame for udgivelsen af singlen inden Overkill-albummet, som blev udgivet 24. marts. Det blev Motörheads første album til at komme ind på Top 40 på den britiske hitliste, ved at blive nummer 24, mens singlen blev nummer 39 på singlehitlisten. En efterfølgende single blev udgivet i juni med sangen "No Class" fra albummet som A-side, og et nyt nummer, "Like A Nightmare", som B-side. Selvom singlen fik dårligere modtagelse end både "Overkill"-singlen og -albummet, blev den dog stadig nummer 61 på den britiske hitliste. Disse udgivelser blev fulgt af en Overkill-turné 23. marts.
I løbet af juli og august arbejdede bandet konstant på deres næste album, bortset fra en koncert på Reading Festival. Albummet fik titlen Bomber, blev udgivet 27. oktober og endte som nummer 12 på albumhitlisten i Storbritannien. 1. december blev det fulgt af "Bomber"-singlen, der endte som nummer 34 på den britiske singlehitliste. Bomber-turnéen fulgte. Under Bomber-turnéen sammensatte United Artists bånd, der blev indspillet i Rockfield Studios, og udgav dem som On Parole. 8. maj 1980, mens bandet var på turne i Europa, udgav Bronze The Golden Years, som solgte bedre end nogen anden tidligere udgivelse, og blev nummer 8 på den britiske hitliste. Senere på året sammensatte Chiswick fire ubrugte numre fra tiden i Escape Studios, og udgav dem som Beer Drinkers and Hell Raisers.

### Ace of Spades
I løbet af august og september 1980 var bandet i Jackson's Studios i Rickmansworth, hvor de indspillede med producer Vic Maile. Singlen "Ace of Spades" blev udgivet 27. oktober 1980 som forsmag på Ace of Spades-albummet, der fulgte 8. november. Singlen blev nummer 15 og albummet nummer 4 på de britiske hitlister. Bronze fejrede guldpladen ved at udsende en begrænsede udgave af albummet i guldvinyl. Motörhead optrådte to gange i Top of the Pops i oktober samme år med "Ace of Spades", og mellem 22. oktober og 29. november var bandet på deres Ace Up Your Sleeve-turné, og var bl.a. også gæster på ITV børneprogrammet Tiswas 8. november. Billederne brugt på albumomslaget og turnébrochuren, som minder meget om Arizonas ørken, blev taget under en fotosession i et stenbrud i Barnet. "Ace of Spades" betragtes generelt som værende Motörheads definitive kendingsmelodi. Den "holdt de engelske hitlister i et skruestik, og beviste for alle, at et band kunne få succes uden at ofre sin rå lyd og hurtighed". Ace of Spades er blevet beskrevet som "et af de bedste metalalbum af noget band, nogensinde, punktum".
Bandet havde flere sange på hitlisterne i begyndelsen af 1980'erne med udgivelser som St. Valentine's Day Massacre EP, deres samarbejde med 'lærlingene' Girlschool som nåede en 5. plads; liveversionen af "Motorhead", som nåede en 6. plads; og albummet der var fra, No Sleep 'til Hammersmith, som kom ind på en 1. plads. I løbet af marts 1981 havde bandet turneret i Europa, og i månedens sidste uge afholdt de den korte Short Sharp, Pain In The Neck-turné, hvorfra No Sleep 'til Hammersmith blev optaget.
I løbet af april og juli var bandet gæster hos Blizzard of Oz, en tidlig version af Ozzy Osbournes band, hvor de også var på Top of the Pops 9. juli med "Motorhead"-singlen. I oktober indspillede bandet i BBCs Maida Vale 4 studie til the David Jensen show, som blev sendt 6. oktober. Bandet fortsatte efterfølgende deres Europaturné 20. november.
Mellem 26. januar og 28. januar 1982 indspillede bandet nyt materiale i Ramport Studios, med senere tilføjelser i februar i Morgan Studios. 3. april blev singlen "Iron Fist" udgivet, og nåede en 29. plads på singlehitlisten i Storbritannien. Det tilhørende album, Iron Fist, blev udgivet 17. april og kom på en 6. plads på albumhitlisten. Det var den sidste udgivelse med den velkendte Lemmy, Clarke, Taylor line-up, selvom de dog fortsatte på deres Iron Fist-turné mellem 17. marts og 12. april, samt deres USA-turné fra 12. maj og til Clarkes sidste koncert i New York Palladium 14. maj.

### Udskiftninger af medlemmer
Clarke forlod bandet som en konsekvens af indspilningen af Stand By Your Man, en coverversion af en Tammy Wynette-klassiker, i samarbejde med Wendy O. Williams og the Plasmatics. Clarke følte at dette var at dette kompromitterede bandets principper, nægtede at spille på ep'en og forlod bandet. Han dannede senere sit eget band, Fastway. Lemmy og Taylor ringede rundt til flere kontakter for at finde en ny guitarist, og fandt derigennem Brian Robertson (eks-Thin Lizzy), som var i færd med at indspille et soloalbum i Canada. Han gik med til at hjælpe dem med at færdiggøre turnéen, og skrev kontrakt for et album, som så blev Another Perfect Day fra 1983 og de to medhørende singler, "Shine" og "I Got Mine". I juni og juli spillede bandet fem koncerter i Japan, og fra midten af oktober til midten af november turnerede de i Europa. Fra slutningen af maj til starten af juli opførte bandet Another Perfect Tour, fulgt af en amerikansk turné mellem juli og august, og endnu en Europaturné i oktober og november. Robertson begyndte at skabe problemer i bandet som resultat af hans scenekostume, som bestod af shorts og balletsko, og derudover at han nægtede pure at spille de gamle Motörhead-klassikere som de fleste fans forventede at høre. Dette førte til at Robertson blev smidt ud af bandet, og spilede sin sidste koncert med dem i Berlin Metropol 11. november.
Efter Robertsons afsked i 1983 fik bandet tilsendt bånd fra potentielle guitarister fra hele verden. Bandet vendte tilbage til konceptet med to lead guitarister ved at hyre de stort set ukendte Würzel og Phil Campbell (eks-Persian Risk). I februar 1984 indspillede Lemmy, Campbell, Würzel, Taylor line-up'en "Ace of Spades" til en episode af den britiske tv-serie The Young Ones. Scener hvor bandet spiller skifter med klip, hvor personerne skynder sig til King's Cross, som en parodi på The Beatles' komediefilm A Hard Day's Night. Taylor forlod bandet efter den indspilning, hvilket fik Lemmy til at spørge "Forlod jeg dem, eller forlod de mig?" Før han kom med i Motörhead havde Phil Campbell mødt trommeslageren Pete Gill (eks-Saxon), og trioen besluttede sig for at ringe til ham, og spørge om han ville komme til London. Forsøgene forløb fint, og Gill blev hyret.

### Bronze og sølv
Bronze Records troede ikke at den nye line-up ville kunne holde, og besluttede sig for at 'skrive en nekrolog' ved at udgive et opsamlingsalbum. Da Lemmy opdagede det, overtog han projektet, udvalgte numre, skrev bemærkningerne i omslaget og insisterede på at Motörhead skulle indspille fire helt nye numre til slutningen af hver side af albummet. I tiden i studiet mellem 19. maj og 25. maj 1984 i Britania Row Studios, London, indspillede bandet seks numre til singlens B-side og til albummet. Singlen "Killed by Death" blev udgivet 1. september og nåede en 51. plads på den britiske singlehitliste. Dobbeltalbummet No Remorse blev udgivet 15. september, fik en sølvplade og blev nummer 14 på albumhitlisten.
Bandet var i de følgende to år i en retssag mod Bronze, da de mente at albummet ikke blev markedsført ordenligt, og at pladeselskabet havde bandlyst dem fra studiet. Motörhead begyndte i stedet at turnere for at skaffe penge; Australien og New Zealand i slutningen af juli og hele august, en kort turné i Ungarn i september, og Death On The Road-turnéen mellem 24. oktober og 7. november. 26. oktober optrådte bandet på det britiske Channel 4 musikprogram The Tube, hvor de spillede "Killed By Death", "Steal Your Face" (under rulleteksterne) og "Overkill", som ikke blev vist i programmet, hvorefter bandet tog videre til deres næste koncert den aften. Fra 19. november til 15. december turnerede de i Amerika, og fra 26. december til 30. december spillede de fem koncerter i Tyskland.
5. april 1985 udsendte ITV tre sange som de havde spillet efter sendetiden på The Tube. En uge senere spillede de tre sange live på Channel 4 musikshowet ECT (Extra-Celestial Transmission) klædt i smoking. For at fejre bandets 10-års jubilæum blev der arrangeret to koncerter i Hammersmith Odeon 28. juni og 29. juni, en video af den anden koncert blev optaget og senere udgivet som The Birthday Party. Fra starten af juni til starten af august var bandet på deres It Never Gets Dark-turné i Sverige og Norge, fulgt af en Amerika-turné i midten af november til slutningen af december.

### Monsters of Rock
Fra 26. marts til 3. april 1986 turnerede bandet i Tyskland, Holland og Danmark på deres Easter Metal Blast-turné og i juni spillede de to koncerter i Bologna og Milano i Italien. Retssagen mod Bronze blev endeligt afgjort, i bandets favør. Deres managerhold stiftede deres eget pladeselskab, GWR. Indspilningerne fandt sted i Master Rock Studios, London og singlen "Deaf Forever" blev udgivet 5. juli som en smagsprøve på Orgasmatron-albummet, som blev udgivet 9. august. På udgivelsesdatoen blev Lemmy og Würzel interviewet af Andy Kershaw i BBC Radio 1 Saturday Live-showet og de spillede "Orgasmatron" og "Deaf Forever". Singlen blev nummer 67, og albummet nummer 21 på de pågældende britiske hitlister. 16. august optrådte bandet på Monsters of Rock i Castle Donington, hvilket blev optaget af BBC Radio 1 til en fremtidig udsendelse af Friday Rock Show. I september indledte bandet deres Orgasmatron-turné i Storbritannien, in oktober turnerede de i Amerika, og i december i Tyskland.
I 1987 forlod Gill bandet under indspilningen af Eat the Rich — en Peter Richardson film, som Lemmy spillede med i ved siden af kendte skuespillere som Robbie Coltrane og Kathy Burke. Taylor vendte tilbage for at medvirke sammen med Würzel og Campbell i en kort scene med bandet som 'In House Club Band'. Bandet skrev "Eat The Rich" specifikt til filmen, og dens soundtrack indeholdt også numre fra Orgasmatron og Würzels solosingle "Bess". Bandets andet album for GWR var Rock 'n' Roll, udgivet 5. september efter en stram arbejdsperiode i studiet. Selvom albummet havde et par populære numre, og "Eat The Rich" som spor to, blev albummet ikke specielt godt modtaget.
2. juli 1988 blev Motörheads koncert på Giants of Rock Festival i Hämeenlinna, Finland optaget. Optagelserne blev 15. oktober udgivet som No Sleep at All. En single fra albummet var forventet, og bandet ønskede "Traitor" som A-side, men "Ace of Spades" blev valgt i stedet. Da bandet fandt ud af ændringen, nægtede de at tillade at singlen blev distribueret til butikkerne, og den blev trukket tilbage så man kun kunne få den på No Sleep at All-turnéen og gennem Motörheadbangers fanklubben. Bandet var igen utilfredse med deres karriere, og det kom til en retssag mod GWR, som først blev endeligt afsluttet i midten af 90'erne.

### Los Angeles
Efter afslutningen på retssagen skrev bandet kontrakt med Epic/WTG og brugte sidste halvdel af 1990 på at indspille et nyt album og single i Los Angeles. Lige før indspilningsperioden udgav bandets tidligere manager, Doug Smith, meget mod Motörheads ønske, bandets 10-års jubilæumskoncert. Bandet havde tilbage i 1986 gjort det klart at de ikke ønskede den udgivet. I studiet indspillede de fire sange med producer Ed Stasium, før de besluttede sig for at finde en ny producer. Da Lemmy lyttede til et af miksene af "Going to Brazil", bad han Stasium om at skrue op for fire af lydsporene, og kunne derefter høre claves og tamburiner som Stasium havde tilføjet uden bandets vidende. Stasium blev derefter fyret, og i stedet blev Pete Solley hyret som producer. Singlen "The One to Sing the Blues" udgivet 5. januar 1991, blev fulgt af albummet 1916 i februar. Singlen kom på en 45. plads på den britiske singlehitliste, hvor albummet på albumhitlisten nåede en 24. plads.
Bandet påbegyndte deres britiske It Serves You Right-turné i februar, Lights Out Over Europe-turnéen fulgte snart efter, og fortsatte indtil starten af april, hvor bandet vendte tilbage til Storbritannien for at spille yderligere seks koncerter. I juni spillede bandet fem koncerter i Japan og fem i Australien og New Zealand. Mellem juli og august spillede de i USA med Judas Priest og Alice Cooper på Operation Rock 'n' Roll-turnéen. Bandet sluttede året med seks koncerter i Tyskland i december.
28. marts 1992 spillede bandet det, som kom til at blive Taylors sidste koncert i Irvine Meadows, Irvine, Californien. Bandet havde længe ønsket at Lemmy skulle fyre deres manager, Doug Banker, og efter et uopfordret besøg fra Todd Singerman, som insisterede på at han burde være deres manager selvom han aldrig havde været manager før, tog de Singerman med på holdet og fyrede Banker. Midt i alt dette var bandet i gang med at indspille et album i Music Grinder Studios, i byens østlige del af Hollywood under Rodney King-opstanden. Tre trommeslagere deltog i indspilningen af albummet, som fik titlen March ör Die: Phil Taylor, som blev fyret fordi han ikke lærte trommerne til sangen "I Ain't No Nice Guy"; Tommy Aldridge som indspillede det meste af materialet på albummet; og Mikkey Dee, som indspillede "Hellraiser", en sang der oprindeligt var skrevet af Lemmy til Ozzy Osbournes No More Tears-album. Albummet har gæsteoptrædener af Ozzy Osbourne og Slash. Det blev af mange kritiseret for dets mainstream-lyd.

### Hellraiser
Lemmy kendte Mikkey Dee fra da han havde turneret med King Diamond, mens Brian Robertson havde været i Motörhead. Han havde tidligere tilbudt Dee at komme med i Motörhead, omtrent samtidig som Pete Gill kom med i bandet, men Dee var på det tidspunkt lige kommet med i Dokken og kunne derfor ikke. Nu havde Dee dog tid, og mødtes med bandet for at øve. De startede med at spille sangen "Hellraiser", og Lemmy syntes at "han var med det samme meget god. Det var tydeligt at det ville komme til at fungere." Efter at have indspillet "Hellraiser" og "Hell on Earth" i studiet, var Dees første koncert med Motörhead 30. august i Saratoga Performing Arts Center. Den nye line-up tog derefter på en turné, hvor de bl.a. spillede sammen med Ozzy Osbourne, Skew Siskin og Exodus. 27. september spillede bandet i Los Angeles Coliseum med Metallica og Guns N' Roses. Motörhead turnerede efterfølgende i Argentina og Brazilien i løbet at oktober, og afholdt Bombers and Eagles in '92-turnéen i Europa med Saxon i december.
Motörhead spillede to koncerter i Arena Obras Sanitarias i Buenos Aires i april 1993, og turnerede Europa fra starten af juni til starten af juli, hvorefter de vendte tilbage til USA for at optræde i New York Ritz 14. august. Bandet søgte en ny producer til deres næste album, og valgte Howard Benson, som kom til at producere bandets næste fire album. Bandet indspillede albummet i A & M Studios og Prime Time Studios i Hollywood, og navngav det Bastards. Det blev udgivet 29. november 1993. Singlen "Don't Let Daddy Kiss Me" inkluderede sangen "Born to Raise Hell", som også var med på albummet, og senere blev genindspillet og udgivet som en separat single. Selvom Bastards blev spillet i radioen, ville pladeselskabet ZYX ikke betale for reklameeksemplarer, så bandet sendte selv nogle ud. I december samme år blev det til endnu en Europaturné.
I februar og marts 1994 turnerede Motörhead med Black Sabbath og Morbid Angel. I april genoptog bandet deres turné i USA indtil maj, hvor bandet spillede en koncert med Ramones 14. maj i Estadio Velez i Buenos Aires, hvor de spillede for 50.000 mennesker. Bandet turnerede Japan i slutningen af maj, og Europa i juni, august og igen i december.

### Sacrifice
Bandets turnéer i 1995 begyndte i Europa i slutningen af april. I juni spillede de på endnu en turné med Black Sabbath, denne gang også med Tiamat, indtil bandmedlemmerne blev smittet med influenza og tog tilbage til Los Angeles. Bandet tog derefter til Cherokee Studios i Hollywood for at indspille et album, og under indspilningerne stod der klart at Würzel ikke længere gjorde sit bedste, og han forlod bandet snart efter indspilningerne var færdige. Titelnummeret fra albummet, Sacrifice, blev senere brugt i filmen Tromeo and Juliet, en film hvori Lemmy i øvrigt medvirker som fortæller.
Bandet besluttede sig for at fortsætte som et tre mand stort band, og tog på en turné i Europa i oktober samt de to først dage i november. Ugen efter var det en tre dage lang turné i Sydamerika. Lemmy fejrede sin 50-års fødselsdag senere samme år med bandet på Whiskey A Go Go i Los Angeles. Metallica optrådte til fødselsdagen under navnet "The Lemmy's".
I 1996 begyndte bandet at turnere i USA i starten af januar, og spillede på 30 koncertsteder frem til 15. februar, en syv-dages Europaturné i juni og juli blev fulgt af to koncerter i Sydamerika i august. En turné i USA med Dio og Speedball begyndte med to koncerter i starten af oktober og sluttede i Washington 4. december. I denne periode havde bandet også fået tid til at indspille deres næste album, Overnight Sensation, i Ocean Studio og Track House Recording Studio. Albummet blev udgivet 15. oktober, og var det første officielle album med kun tre medlemmer siden Another Perfect Day og det bedst distribuerede album bandet havde haft i flere år. Bandet afsluttede årets turnéer med tretten koncerter i Tyskland i resten af december.
I løbet af 1997 turnerede bandet intensivt, først med første del af Overnight Sensation-turnéen i Europa som begyndte 12. januar i Astoria i London, hvor gæstemusikerne var Todd Campbell, Phil Campbells søn, på "Ace of Spades" og Fast Eddie Clarke på "Overkill". Europa-delen af turnéen varede indtil marts, og blev fulgt af fire koncerter i Japan i slutningen af maj og starten af juni, samt en USA-turné med W.A.S.P. i resten af juni. I august blev tre koncerter i Europa fulgt af syv koncerter i Storbritannien, som sluttede med en koncert i Brixton Academy 25. oktober, hvor gæstemusikeren var Paul Inder, Lemmys søn, til "Ace of Spades". Fire yderligere koncerter i oktober i Rusland var slutningen på årets turnéer.

### Snake Bite Love
Lemmy har udtalt at turnéerne på det tidspunkt gik rigtig godt: Små lande som Argentina og Japan gav bandet spilletid på store spillesteder, og de engelske promotorer opdagere, at "de kunne tjene godt på Motörhead shows". Han mente at den tre mænd store line-up fungerede godt, og at det var tid til endnu et livealbum. Først indspillede bandet dog studiealbummet Snake Bite Love, som blev indspillet i diverse studier og udgivet 10. marts 1998.
Bandet spillede med Judas Priest i Los Angeles Universal Amphitheatre 3. april som startskud til deres Snake Bite Love-turné, som efterfølgende blev flyttet til Europa fra slutningen af april til slutningen af maj. Under den turné, 21. maj, blev bandet optaget i The Docks i Hamborg. Optagelserne fra denne koncert blev senere udgivet som Everything Louder Than Everyone Else. Bandet blev inviteret til at været med på Ozzfest-turnéen, og spillede i USA fra starten af juli til starten af august, hvorefter de var i Europa fra starten af oktober til slutningen af november. Den britiske del af turnéen blev døbt No Speak With Forked Tongue-turnéen, og havde Groop Dogdrill, Radiator og Psycho Squad som som supportbands – sidstnævnte havde Phil Campbell's søn Todd som frontmand.
I 1999 turnerede Motörhead i Nordamerika, før de på begyndte indspilningerne til deres næste album We Are Motörhead, som blev udgivet i maj 2000. Under indspilningerne til albummet, spillede bandet på forskellige steder rundt om i Europa, herunder i Fila Forum i Assago, nær Milano, hvor James Hetfield fra Metallica gæstede dem på scenen under "Overkill". I oktober og starten af november samme år turnerede bandet Nordamerika med Nashville Pussy, og igennem resten af november måned drog bandet på turne i Europa Manowar, Dio and Lion's Share. Turneen blev afsluttet med 2 koncerter på London Astoria. De to koncerter blev solgt under overskriften Kerrang! "X-Fest" og den sidste koncert blev gæstet af Skin fra Skunk Anansie og Nina C. Alice fra Skew Siskin under "Born to Raise Hell", og Ace fra Skunk Anansie spillede med på "Overkill".

### 25 & Alive
I maj 2000 blev udgivelsen af albummet We Are Motörhead og den tilhørende single, "God Save the Queen", startskuddet på bandets We Are Motörhead-turné i Syd- og Nordamerika i maj og juni, med yderligere ni koncerter i Europa i juli. Koncerter i USA og Frankrig blev fulgt af udgivelsen af et dobbelt opsamlingsalbum, The Best Of, 12. september. Bandet spillede fire koncerter i Japan før deres 25-års jubilæumskoncert 22. oktober i Brixton Academy i London, hvor de fik selskab af "Fast" Eddie Clarke, Brian May, Doro Pesch, Whitfield Crane, Ace, Paul Inder og Todd Campbell. Begivenheden blev filmet og udgivet på dvd det følgende år som 25 & Alive Boneshaker, og cd'en fra aftenen, Live at Brixton Academy, blev udgivet to år efter det. Lemmy har udtalt at grunden til at de optag en dvd var "for at optage den til eftertiden eller hvad det nu er. Jeg sov mig igennem 10-års jubilæet, og vi gjorde intet på 20-års jubilæet, så det gav mening at lave noget på 25-ærs jubilæet."
En Europaturné fulgte i kølvandet på jubilæumskoncerten i oktober, november og december. Bandet kom på en hård prøve i Østeuropa, da flere koncerter var tidsmæssigt meget pressede, med to 18-timer lange transportperioder frem og tilbage, og meget lidt fritid. I Warszawa nåede bandet først frem klokken 23, og crew'et var stadig ved at sætte tingene op da det blev morgen, mens fans stadig ventede på koncerten.
Efter at have taget måneden fri begyndte bandet at arbejde på et nyt album i Chuck Reids hus i Hollywood Hills. Dette album, Hammered, blev udgivet det følgende år. 1. april 2001 spillede bandet en sang til Triple H's indgang i WrestleMania X-Seven i Reliant Astrodome i Houston. Den anden del af We Are Motörhead-turnéen begyndte i maj i Irland, og bevægede sig til Storbritannien. I Manchester havde bandet support fra Goldblade og Pure Rubbish ved de to koncerter i London. Den andet London-koncert omfattede også Backyard Babies og Paul Inder, som var gæstemusiker på "Killed By Death". Mellem juni og august spillede Motörhead på en række rockfestivaler i Europa; deriblandt Graspop Metal Meeting i Belgien, Quart Festival i Norge og Wacken Open Air 4. august, hvor fire sange blev indspillet til 25 & Alive Boneshaker-dvd'en. Bandet vendte tilbage til USA til en syv-koncerter-lang turné i slutningen af september og starten af oktober.
I april 2002 blev en dvd med nogle af Motörheads optrædener fra 70'erne og 80'erne sammen med diverse andet materiale udgivet som The Best of Motörhead. To uger tidligere var Hammered blevet udgivet og understøttet af en Hammered-turné, som startede i USA på omtrent samme tid. USA-koncerterne fortsatte indtil slutningen af maj, og en europæisk del fulgt mellem juni og august. I oktober spillede bandet fem koncerter i Storbritannien med Anthrax, Skew Siskin og Psycho Squad. Den sidste koncert fandt sted i Wembley Arena i London, hvor bandet som support ikke havde Psycho Squad, men Lemmys gamle band Hawkwind, som Lemmy optrådte sammen med på "Silver Machine". Gennem resten og oktober og noget af november fortsatte bandet en europæisk turné med Anthrax.
I april og maj 2003 fortsatte bandet med at gøre reklame for Hammered-albummet i USA, og ved de tre koncerter hvor Phil Campbell ikke kunne optræde, tog Todd Youth hans plads. Mellem slutningen af maj og midten af juli spillede bandet syv koncerter ved sommerfestivaler i Europa og fra slutningen af juli til slutningen af august turnerede de USA med Iron Maiden og Dio. 7. oktober blev der udgivet en omfattende fem-disk samling af bandets indspilninger fra perioden 1975-2002 som Stone Deaf Forever!. 1. september 2003 vendte bandet tilbage til Hollywoods Whisky A Go-Go klub for at blive indlemmet i Hollywood Rock Walk Of Fame. I oktober optrådte bandet på en turné i Storbritannien med The Wildhearts og Young Man's Heart Attack. Bandet spillede syv koncerter i Belgien, Holland og Spanien i perioden mellem 21. oktober og 28. oktober, og fra slutningen af november til starten af december var de i Tyskland og Schweiz, hvor de turnerede med Skew Siskin og Mustasch. 9. december blev det tidligere indspillede Live at Brixton Academy-album udgivet.
22. februar 2004 optrådte Motörhead til en lukket koncert i Royal Opera House i Covent Garden, London; til sommerfestivaler i Sydamerika i maj; og også Europa i juni, juli og august. Bandet havde allerede brugt tid i pladestudiet, og arbejdet på deres næste album, Inferno, som blev udgivet 22. juni og fulgt af Inferno-turnéen med Class Of Zero på tre koncerter, før de fik følgeskab af Sepultura og tog turnéen til Storbritannien. Dele af London-koncerten i Hammersmith Apollo blev filmet til tv, da Gene Simmons introducerede det ekstra åbningsband, The Class – et band som bestod af skolebørn fra hans Channel 4 serie, Rock School – og Würzel var med som gæstemusiker på "Overkill". Bandet fortsatte turnéen med Sepultura gennem Europa i resten af november og december. Ved showet i Magdeburg, Tyskland 4. december kom Motörhead på scenen med Sepultura i Sepulturas spilletid og spillede sangen "Orgasmatron" for at fejre Sepulturas 20-års jubilæum. Koncerten 7. december i Philipshalle i Düsseldorf blev optaget og senere udgivet som Stage Fright-dvd'en.

### Grammy Award
Motörhead modtog deres første Grammy i 2005 i kategorien Best Metal Performance for deres coverversion af Metallicas "Whiplash" på Metallic Attack: Metallica: The Ultimate Tribute Album. Fra marts til starten af maj turnerede bandet i USA, og i juni og august var de på deres 30th Anniversary-turné i Europa. 22. august var bandet fokus i et timelang dokumentar kaldet The Other Side, som blev filmet af nye og kendte instruktører. 20. september blev der udgivet et opsamlingsalbum indeholdende bandets musik fra optrædener på BBC Radio 1 og en koncertoptagelse fra Paris Theatre i London med titlen BBC Live & In-Session. I oktober turnerede bandet i Europa med Mondo Generator før de vendte tilbage til Storbritannien for at turnere med In Flames og Girlschool i oktober og november. Under en koncert i Brixton Academy 19. november gik Lemmy på scenen med Girlschool for at synge "Please Don't Touch". Motörhead færdiggjorde årets turnéer i december med en koncert i New Zealand og seks i Australien med Mötley Crüe.
I 2006 havde bandet fire koncerter i USA i marts og spillede på diverse festivaler og andre koncerter i Europa fra juni til starten af august. 28. oktober optrådte bandet i The Rock Freakers Ball i Kansas City før de tog af sted for at turnere i Storbritannien med Clutch og Crucified Barbara. Mens de var på denne turné blev deres næste studiealbum, Kiss of Death, udgivet 29. august gennem Sanctuary Records. Der blev lavet en video til sangen "Be My Baby". Turnéen sluttede med en koncert 25. november i Brixton Academy, hvor Phil Campbell var gæsteguitarist på "Killed By Death", da denne blev spillet af supportbandet Crucified Barbara. Gennem november og starten af december havde bandet yderligere tolv koncerter i Europa med Meldrum, og de to første også med Skew Siskin. i juni 2007 spillede Motörhead en koncert i Royal Festival Hall som en del af Jarvis Cocker's Meltdown.
Fra marts til juni June 2008 samledes bandet i Los Angeles med producer Cameron Webb for at begynde arbejdet på deres næste album, Motörizer. Trommesporene blev indspillet i Dave Grohl's studie. I et interview på bandets officielle hjemmeside bekræftede Lemmy at albummets omslag ikke ville være illustreret af Joe Petagno, kunstneren som ellers havde designet mange af bandets klassiske albumomslag. Albummet blev udgivet 26. august samme år.
I perioden 6. august til 31. august var Motörhead sammen med Judas Priest, Heaven and Hell og Testament på Metal Masters Tour. 20. august spillede bandet i Roseland Ballroom i New York som en del af The Volcom Tour 2008 som fortsatte med The Misfits, Airbourne, Valient Thorr og Year Long Disaster i House of Blues, Anaheim 2. september og yderligere tretten dage. Bandet endte turnéen uden støttebands, og spillede endnu en koncert i Roseland Ballroom 20. september og den sidste koncert i The Stone Pony i Asbury Park i New Jersey 21. september.
30. september rapporterede Reuters at NEVERDIE Studios havde skrevet kontrakt med Motörhead til at udvikle og markedsføre Lemmy's Castle og Motorhead Stadium inde i den virtuelle verden Entropia Universe skabt af det svenske udviklerfirma MindArk.
Årets turnéer endte med en 34 koncerter lang Europaturne med en række forskellige støttebands, deriblandt Danko Jones, Saxon, Witchcraft og Airbourne mellem 31. oktober og 16. december.

## Musikalsk stil
Motörheads musik klassificeres ofte som heavy metal eller speed metal. Da Lemmy blev spurgt om han havde et problem med at de blev kaldt et metalband svarede han: "Det har jeg, for jeg kommer fra langt før metal. Jeg spiller Rock n’ Roll og jeg synes at Rock n’ Roll burde være helligt – det er det for mig. Jeg kan ikke se hvorfor det ikke skulle være det for alle andre."
I en biografi om bandet skrev Stephen Erlewine, kendt skribent for All Music Guide: "Motörheads overvældende høje og hurtige heavy metal-stil var en af de mest banebrydende stilarter som genren kunne tilbyde i slutningen af 70'erne." og selvom "Motörhead var ikke punk rock...de var det første heavy metal-band som brugte den energi og, derigennem, skabte de speed metal og thrash metal." Om de skabte disse genrer kan diskuteres, men Motörhead var afgjort en stor indflydelse på dem.

Lemmy har udtalt at han generelt føler sig nærmere beslægtet med punk rockere end med metalbands: Motörhead har haft koncerter med The Damned, med hvem han selv spillede bas på en håndfuld af de sene 70'er-koncerter, og har også skrevet sangen "R.A.M.O.N.E.S." som en hyldest til The Ramones. Lemmy har udtalt, at Motörhead æstetisk set har mere tilfælles med The Damned end med Black Sabbath – og absolut intet tilfælles med Judas Priest. Han har også sagt, at han ikke føler at de har meget tilfælles med de speed metal-bands som Motörhead har inspireret:
De har bare misforstået noget. De tror at det hele handler om at spille hurtigt og højt, og det gør det ikke. Guitarsoloerne er ikke rigtig svære for en guitarist, det handler bare om at spille skalaer. At føle en solo og bøje sig ind i den [...] Jeg mener Hendrix er den bedste guitarist man nogensinde har oplevet. Og han lærte det fra folk som Buddy Guy, Lightnin' Hopkins og mennesker som dem. For at være inspireret af noget skal du spille det samme.
Om selve genredebatten er Lemmy mere direkte: Da Joel McIver talte med ham i et interview for januar 2000 udgaven af Record Collector spurgte han om han mente at nogle mennesker forveksler hård rock og soft metal og alle de andre kategorier. Lemmy svarede: "Cunt metal? Spunk metal? Venstrehåndet metal? Højrehåndet metal? Dette begreb "heavy metal" er alligevel kun rock'n'roll fordi metalbands er de logiske arvinger til Eddie Cochran og Buddy Holly".
New Musical Express har skrevet at Motörheads korte soli var lige akkurat lange nok "...til at åbne endnu en flaske øl", mens Stereo Review i 1977 bemærkede at "de ved at de er som dyr, og de ønsker ikke at vise sig på nogen anden måde. I forhold til de mange grimme frøer indenfor heavy metal som selv mener at de er Guds gave til kvindekønnet, virker disse Quasimodoer charmerende på deres egen måde". Motörheads stil har ikke ændret sig specielt meget i løbet af bandets karriere, og dette har været et bevidst valg: den tidligere Motörhead trommeslager Phil "Philthy Animal" Taylor har udtalt at rockikoner som Chuck Berry og Little Richard aldrig ændrede deres stil drastisk, og, ligesom dem, foretrak Motörhead at spille det som de nød og gjorde bedst. Denne glæde for det første årti af rock 'n' roll (midten af 1950'erne til midten af 1960'erne) reflekteres også i nogle af Motörheads coversange fra den æra.
Motörheads sangtekster omhandler ofte emner som krig, god mod ond, magtmisbrug, promiskuøs sex, stofmisbrug og "life on the road" — sidstnævnte vises i sange som "(We Are) The Road Crew", "Iron Horse/Born to Lose" og "Keep Us on the Road".

## Omslag

### Snaggletooth
Bandets velkendte maskot, Snaggletooth, blev skabt af kunstneren Joe Petagno i 1977 til omslaget af Motörhead-albummet, og har været på omslaget af næsten alle efterfølgende album.

## Diskografi og medlemmer
| År   | Titel                                           | Britiske hitliste | Pladeselskab       |
| ---- | ----------------------------------------------- | ----------------- | ------------------ |
| 1977 | Motörhead                                       | #43               | Chiswick           |
| 1979 | Overkill                                        | #24               | Bronze             |
| 1979 | Bomber                                          | #12               | Bronze             |
| 1979 | On Parole                                       |                   | United Artists     |
| 1980 | Ace of Spades                                   | #4                | Bronze             |
| 1981 | No Sleep 'til Hammersmith                       | #1                | Bronze             |
| 1982 | Iron Fist                                       | #6                | Bronze             |
| 1983 | Another Perfect Day                             | #20               | Bronze             |
| 1984 | No Remorse                                      | #14               | Bronze             |
| 1986 | Orgasmatron                                     | #21               | GWR                |
| 1987 | Rock 'n' Roll                                   | #24               | GWR                |
| 1988 | No Sleep at All                                 |                   | GWR                |
| 1991 | 1916                                            | #24               | WTG                |
| 1992 | March ör Die                                    | #60               | WTG                |
| 1993 | Bastards                                        |                   | ZYX                |
| 1995 | Sacrifice                                       |                   | CMC                |
| 1996 | Overnight Sensation                             |                   | CMC                |
| 1998 | Snake Bite Love                                 |                   | CMC                |
| 1999 | Everything Louder Than Everyone Else            |                   | SPV                |
| 2000 | We Are Motörhead                                |                   | CMC                |
| 2000 | The Best Of                                     |                   | Metal-Is/Sanctuary |
| 2002 | Hammered                                        |                   | Steamhammer/SPV    |
| 2003 | Live at Brixton Academy                         |                   | Steamhammer/SPV    |
| 2004 | Inferno                                         | #95               | Steamhammer/SPV    |
| 2005 | BBC Live & In-Session                           |                   | Sanctuary          |
| 2006 | Kiss of Death                                   | #45               | Steamhammer/SPV    |
| 2007 | Better Motörhead than Dead: Live at Hammersmith |                   | Steamhammer/SPV    |
| 2008 | Motörizer                                       | #32               | Steamhammer/SPC    |
| 2010 | The Wörld Is Yours                              |                   | Motörhead Music    |
| 2013 | Aftershock                                      |                   | Motörhead Music    |
| 2015 | Bad Magic                                       |                   | Motörhead Music    |

## Fodnoter
1. ↑  Greatest Metal Bands of All Time: Motörhead Arkiveret 8. januar 2008 hos  Wayback Machine, MTV.com
2. ↑  Anmeldelse af Viking Skulls Chapter Two, Metal Hammer, januar 2008
3. ↑  Cliff Burton (Metallica) Interview, JoyZine
4. ↑  "LosingToday reviews". LosingToday Magazine's anmeldelse af BBC Live & In-Session. Arkiveret fra originalen 5. marts 2007. Hentet 2008-08-30.
5. ↑  "Ultimate-rock.dk: Motörhead Biografi". Arkiveret fra originalen 11. januar 2007. Hentet 28. december 2006.
6. ↑  "Motorhead" af Stephen Thomas Erlewine
7. 1 2  "An Interview with Lemmy Kilmister". Classic Rock Revisited artikel. Arkiveret fra originalen 12. oktober 2007. Hentet 2008-08-30.
8. ↑  Lemmy (2002), s. 94.
9. ↑  Lemmy (2002), s. 99.
10. ↑  The 10 children of the cloth. Guardian Unlimited
11. 1 2 3 4 5 6 7 8 9 10 11 12 13 14 15 16  Burridge, Alan Illustrated Collector's Guide to Motorhead Published: 1995, Collector's Guide Publishing ISBN 0-9695736-2-6. Used for the line up numbers as listed in albums in band members section as well as information on recordings and performances.
12. 1 2 3 4 5 6 7 8 9 10 11 12 13 14 15  Burridge, Alan (april 1991). "Motorhead". Record Collector (140): 16-22.
13. ↑  "Motorhead stood for bang rebellion volume - 94%". Encyclopaedia Metallum: The Metal Archives. Hentet 2008-08-30.
14. 1 2  Motorhead Roll On Arkiveret 10. april 2008 hos  Wayback Machine. Rolling Stone.
15. ↑  Lemmy (2002), s. 112-113.
16. ↑  "Dr Rock VS Lemmy interview 19. juli 2004". PlayLouder artikel. Arkiveret fra originalen 5. december 2006. Hentet 2007-02-27.
17. ↑  Konow, David (2002). Bang Your Head. Three Rivers Press, c2002. s. 226 has "Motorhead's signature song, Ace of Spades". ISBN 0-609-80732-3.
18. ↑  Christe, Ian. Sound of the Beast. Allison & Busby. ISBN 0-7490-8351-4.
19. ↑  "Motorhead". BNR Metal Pages. Arkiveret fra originalen 5. april 2007. Hentet 2007-04-11.
20. ↑  Q & A Session with Lemmy Arkiveret 20. marts 2012 hos  Wayback Machine. Motörhead official website]
21. ↑  "The Young Ones - Bambi". Transkription af the "Young Ones" episoden "Bambi" som den så ud på amerikansk MTV i midten af 80'erne. Arkiveret fra originalen 27. november 2001. Hentet 2008-08-30.
22. ↑  "Eat the Rich (1987)". Internet Movie Database. Hentet 2008-08-30.
23. ↑  Lemmy (2002), s. 228.
24. 1 2 3 4 5 6 7 8 9 10 11 12 13 14 15 16 17 18 19 20 21 22 23 24  "Motorhead tour date compendium". 1991 1992 1993 1994 1995 1996 1997 1998 1999 2000 2001 2002 2003 2004 2005 2006 Motörhead official site website. Arkiveret fra originalen 22. november 2007. Hentet 2008-08-30. {{cite web}}: Ekstern henvisning i |work= (hjælp)
25. ↑  Lemmy (2002), s. 247.
26. ↑  Lemmy (2002), s. 258.
27. ↑  Lemmy (2002), s. 265.
28. ↑  Lemmy (2002), s. 267.
29. 1 2 3 4  Kilmister, Ian Fraser og Garza, Janiss White Line Fever (2002) — Simon & Schuster s. 266-269, 276-277, 281-283 og 284-285. ISBN 0-684-85868-1.
30. ↑  "Motorhead & Sepultura @ The Octagon". BBC News South Yorkshire article. Hentet 2008-08-30.
31. ↑  "47th Grammy Awards - 2005". Rock on the Net archive. Hentet 2008-08-30.
32. ↑  "MOTÖRHEAD Documentary To Air On British TV Tonight". Blabbermouth.net (Roadrunner Records). Hentet 2008-08-30.
33. ↑  "The OTHER SIDE". BFI Film & TV Database. Arkiveret fra originalen 28. november 2007. Hentet 2008-08-30.
34. ↑  "NEVERDIE Studios Presents The Queen of Sheba; International Siren Cheri London Crosses Virtual World Divide Into". Reuters. Thomson Reuters. 2008-09-30. Arkiveret fra originalen 26. maj 2012. Hentet 2008-12-20.
35. ↑  Erlewine, Stephen Biography. All Music Guide artikel.
36. ↑  se noterne på The Damned's Smash It Up – The Anthology 1976 – 1987
37. ↑  "Motorhead Interview with Lemmy 6-20-2000 Ear Candy interview". Hentet 2008-08-30.
38. ↑  McIver, Joel (januar 2000). "MIL-LEMMY-UM". Record Collector (245): 49.
39. ↑  "MK Magazine Interviews: MOTORHEAD". Hentet 2007-06-26.
40. ↑  se noterne i 1999 Castle Records genudgivelsen af Ace of Spades